# Ушкультас
 Ушкультас — газовое месторождение в Центрально-Прикаспийском регионе. Находится в 250 км к юго-западу от города Уральска. Входит в зону Прикаспийской нефтегазоносной провинции.

## О месторождении
Открыто в 1960 году. Газоносная структура Ушкультас, оконтуренная по апшеронским отложениям представляет собой двухвершинную приразломную брахиантиклиналь, располагающуюся над сводом одноименного купола, со срезанной центральной частью. Северо-западное крыло брахиантиклинали осложнено сбросом. Месторождение приурочено к серии песчаных пластов апшеронского яруса, залегающих в интервале глубин 38 — 182 м. Всего выделяется восемь пластов, из которых нижний (восьмой) представляет собой базальный горизонт яруса толщиной 1-2 м. На месторождении пробурено 24 структурно-поисковых и 5 глубоких скважин, из них 11 (структурно-поисковых) пробурены в контуре продуктивности. Скважины не испытывались. Данные о дебите газа имеются только по одной скважине (К-24), который в результате десятидневного аварийного фонтанирования оценен в 10 тыс. м³/сут.
Газопроявления в процессе бурения также были зафиксированы в виде загазованности бурового раствора.
Месторождение не числится на балансе РК. Находится в режиме начальной разведки и консервации.